# Mittelbach (Kocher)
Der Mittelbach ist ein Bach im Ostalbkreis im nordöstlichen Baden-Württemberg, der nach einem ungefähr fünf Kilometer langen Lauf im Wesentlichen nach Westen am Südrand von Hüttlingen bei dessen Wohnplatz Bolzenweiler von rechts in den oberen Kocher mündet.

## Geographie

### Verlauf
Der Mittelbach entsteht etwa 0,5 km östlich der Burgruine Hohenalfingen auf etwa 550 m ü. NHN im Wald Einhorn auf der Grenze des Aalener Stadtteils Hofen im Westen zur Gemeinde Westhausen im Osten. Seinen ersten halben Kilometer fließt er in einer Talkerbe nord- bis nordostwärts, anfangs durch Wald, dann am Rand des Einhorn-Waldes zum Hofener Wiesengewann Weiher. Auf etwa 497 m ü. NHN kehrt er sich nach links auf westnordwestlichen bis westlichen Lauf und lässt den Wald hinter sich, er ist nun ein kahler Graben, der mehrfach die Richtung etwas wechselt. Nach einem weiteren halben Kilometer unterquert er nahe an einer Parkspur neben derselben in spitzem Winkel die B 29. Auf dem nächsten halben Kilometer läuft er in wenig Abstand zur Bundesstraße westwärts, nunmehr mit abschnittsweise Feldhecken und Baumbewuchs am Ufer.
Dann nimmt er unweit der Einmündung der L 1029 in die Bundesstraße und nördlich von Oberalfingen auf 460,2 m ü. NHN von links und Süden her den Brunnentalbach auf, seinen mit 2,4 km schon längeren linken Oberlauf, der auch ein größeres Teileinzugsgebiet hat und höher am Berg entspringt. 
Weiterhin Mittelbach genannt, fließt er nun inmitten seines west- bis westsüdwestwärts ziehenden Muldentals, in dem ihn linksseits in etwas Abstand die Bundesstraße begleitet, etwas mäandrierend und meist in einem schmalen Auwäldchen. Gleich zu Anfang dieses Abschnitts liegt der Hofener Weiler Goldshöfe am rechten Hang, dann quert ihn die Bahnstrecke Stuttgart-Bad Cannstatt–Nördlingen, wonach er unter dem kleinen Hofener Ort Wagenrain am rechten Hang vorbeifließt. Dort tritt er auf die Gemeindegemarkung von Hüttlingen über. An den nun etwas bewaldeten, nicht sehr hohen Talhängen entspringen einige Quellen, deren Abfluss ihn aber meist nicht in oberirdischem Lauf erreicht.
Zuletzt fließt er am rechtsseits liegenden Hüttlinger Wohnplatz Bolzenweiler vorbei, der inzwischen mit dem Hauptort zusammengewachsen ist, unterquert auf den letzten Metern die unterhalb das Flusstal durchziehende B 19 und mündet dann innerhalb der Hüttlinger Siedlungskontur von rechts und Osten auf 402,7 m ü. NHN in den oberen Kocher, wenig bevor dieser in der Ortsmitte von Nord- auf Westlauf abknickt.

### Einzugsgebiet
Der Mittelbach hat ein 5,9 km² großes Einzugsgebiet, dessen höchste, südliche Anteile naturräumlich zum Nordwestlichen Härtsfeld im Albuch und Härtsfeld zählen, während die nach Fläche dominierenden in der Mitte und im Norden zu den Goldshöfer Terrassenplatten im Härtsfeldvorland des Östlichen Albvorlandes gerechnet werden. Der mit 725,9 m ü. NHN höchste Punkt liegt auf dem Flexner auf der südlichen Wasserscheide.
Reihum grenzen die Einzugsgebiete der folgenden Nachbargewässer an:
- Mündungsnah im Nordwesten konkurriert auf kleinem Abschnitt der etwas abwärts in Hüttlingen ebenfalls von rechts zum Kocher laufende, recht kurze Dorfbach;
- im Norden und im Nordosten entwässern dessen höheren Zuflüsse und Oberläufe über den Ahlbach zum Hochwasserrückhaltebecken Buch, das die obere Jagst anstaut;
- im Osten führen Egelsbach und Reichenbach den Abfluss der anderen Seite noch weiter aufwärts zur Jagst;
- der höchste Wasserscheidenabschnitt im Süden grenzt im Südosten an das Einzugsgebiet des Donau-Zuflusses Egau auf der verkarsteten Albhochfläche des Härtsfeldes, wo erst in einem guten Dutzend Kilometer Entfernung wieder ein Wasserlauf oberirdisch läuft; auf diesem Abschnitt ist die Einzugsgebietsgrenze deshalb Teil der Europäischen Hauptwasserscheide zwischen Nordsee diesseits und Schwarzem Meer jenseits;
- an der Südwest- und Westseite des Einzugsgebietes laufen kleinere rechte Zuflüsse, der in der Aalener Stadtmitte mündende Hirschbach, der Eichelbergbach am Nordrand von Wasseralfingen sowie zuletzt an der Heimatsmühle zufließenden Mühlbachs, wiederum zum Kocher.

Der weit überwiegende Teil des Einzugsgebietes liegt in der Stadtteilgemarkung Hofen von Aalen. Ein Randstreifen im Osten liegt im Gemeindegebiet von Westhausen, das sogar auf einem Abschnitt bis an den Oberlauf grenzt, während ein großer Teil des Unterlaufs mit einem Teil der schmalen Talmulde zur Gemeinde Hüttlingen gehört. Von dieser Gemeinde liegt mündungsnah der Wohnplatz Bolzenweiler innerhalb, während die übrigen Siedlungsplätze darin alle zu Hofen gehören; der kleine Ort Wagenrain steht am Ende des Mittellaufs nahe am rechten Hang, der Weiler Goldshöfe auf der nördlichen Wasserscheide, während der größte überhaupt, das Dorf Oberalfingen, größtenteils am Unterlauf des zulaufenden Brunnentalbachs liegt.

### Zuflüsse
Liste der Zuflüsse von der Quelle zur Mündung. Gewässerlänge, Einzugsgebiet und Höhe nach den entsprechenden Layern auf der Onlinekarte der LUBW. Andere Quellen für die Angaben sind vermerkt.
Ursprung des Mittelbachs auf etwa 550 m ü. NHN am Südwestrand des Waldes Einhorn etwa 0,5 km östlich der Burg Hohenalfingen.
- (Zufluss), von rechts auf etwa 493 m ü. NHN an der Gemeindegrenze von Westhausen zu Aalen am Westknick des Mittelbachs, über 0,3 km[LUBW 6] und ca. 0,2 km².[LUBW 7] Entsteht auf etwa 518 m ü. NHN im Wald Einhorn. Unbeständig.
- Brunnentalbach, von links und insgesamt Südsüdosten auf 460,2 m ü. NHN[LUBW 2] nördlich von Aalen-Oberalfingen etwas jenseits der B 29, 2,4 km und ca. 2,8 km².[LUBW 7] Entsteht auf etwa 568 m ü. NHN südöstlich von Oberalfingen im dort noch bewaldeten Brunnental zwischen den Albrücken Kieselberg im Osten und Flexner im Westen.
Der Mittelbach selbst ist bis zur Zumündung des Brunnentalbachs erst 1,4 km lang und hat bis dorthin erst ein Teileinzugsgebiet von ca. 1,1 km²[LUBW 7] akkumuliert.

Mündung des Mittelbachs von rechts und Osten auf 402,7 m ü. NHN in den oberen Kocher bei Hüttlingen.Bolzenweiler. Der Mittelbach ist selbst 4,5 km lang, mit dem zulaufenden Brunnentalbach als Oberlauf dagegen 5,5 km. Er hat ein 5,9 km² großes Einzugsgebiet.

## Geologie
Im Einzugsgebiet des Mittelbachs stehen an mesozoischen Schichten fast überall Jura-Gesteine an. In den Hochlagen am Albtrauf im Südosten (im Teileinzugsgebiet des Brunnentalbachs) reichen diese hinauf bis in den Unteren Massenkalk des Weißjuras. Im größeren Gebiet am Albfuß und im Albvorland dagegen liegt fast überall Braunjura, und zwar am Albfuß nach nur schmalen Schichtbändern darüber die Eisensandstein-Formation, im überwiegenden tieferen Gebietsanteil die Opalinuston-Formation. Schwarzjura streicht erst an den Flanken der Mulde des Mittelbachs nach der Bahnlinie aus, nach Flächenanteil am häufigsten der Amaltheenton und danach der Obtususton. Um die Mündung liegt am Kochertalhangfuß Knollenmergel (Trossingen-Formation), die örtlich oberste Schicht des (Mittel-)Keupers.
Viel jüngere quartäre Schichten überlagern mancherorts die genannten mesozoischen. An der südlichen Wasserscheide liegen auf dem Flexner Feuersteinlehme, die Flanken des vom Brunnentalbach durchflossenen Brunnentals sind am Albaustritt mit Weißjuraschutt bedeckt. In beiden Tälern ist schon früh Schwemmland abgelagert, wobei das Auenlehmband im Tal des größeren Brunnentalbachs schon vor Oberalfingen einsetzt, im Mittelbachtal erst kurz vor dessen Zufluss. Beidseits der Untertalmulde des Mittelbachs liegen auf den begleitenden niedrigen Höhenplateau Goldshöfer Sande, fluviale Sedimente aus dem Altpleistozän, als Kocher und Jagst noch durch die Talpforte bei Aalen und das Brenztal zur Donau liefen.
Das größere Brunnentalbachs wird nahe dem Ursprung von einer von Westsüdwest nach Ostnordost ziehenden Störung gequert, deren Tiefscholle anscheinend im Nordnordwesten liegt, denn auf einem Abschnitt auf dem rechten Talsporn versetzt sie Lacunosamergel albseitig gegen Wohlgeschichteten Kalk vorlandseitig.
Nahe an diesem Abschnitt der Störung gibt es einen aufgelassenen Steinbruch in der Wohlgeschichteten-Kalk-Formation, ein anderes Geotop in einer rechten Waldklinge bei Oberalfingen schließt den Eisensandstein auf. Auf der Höhe linksseits des Untertals gibt es wenig außerhalb der Wasserscheide einen ebenfalls als Geotop ausgewiesenen Aufschluss in den Goldshöfer Sanden im dortigen Naturschutzgebiet gleichen Namens.

## Natur und Schutzgebiete
Das etwa einen halben Quadratkilometer große Naturschutzgebiet Goldshöfer Sande liegt links über dem Untertal auf der Wasserscheide zum Mühlbach. Am Ost- und am Westrand von diesem ragen winzige Randzwickel des Landschaftsschutzgebietes Hügelland um Hofen ins Einzugsgebiet. Einen weit größeren Flächenanteil hat das Landschaftsschutzgebiet Albtrauf zwischen Unterkochen und Baiershofen, das ungefähr den offenen Gebietsanteil unterhalb des Waldes am Albtrauf bis hinab etwa zur Trasse der B 29 umfasst, ausgenommen nur das Weichbild von Oberalfingen. Zwei kleine Wasserschutzgebiete liegen im oberen und mittleren Brunnental.

### LUBW
Amtliche Online-Gewässerkarte mit passendem Ausschnitt und den hier benutzten Layern: Lauf und Einzugsgebiet des Mittelbachs

Allgemeiner Einstieg ohne Voreinstellungen und Layer: Daten- und Kartendienst der Landesanstalt für Umwelt Baden-Württemberg (LUBW) (Hinweise)
1. 1 2 3  Höhe nach dem Höhenlinienbild auf dem Hintergrundlayer Topographische Karte.
2. 1 2 3 4 5  Höhe nach grauer Beschriftung auf dem Hintergrundlayer Topographische Karte.
3. 1 2 3  Länge nach dem Layer Gewässernetz (AWGN).
4. 1 2  Einzugsgebiet nach dem Layer Basiseinzugsgebiet (AWGN).
5. 1 2  Schutzgebiete nach den einschlägigen Layern, Natur teilweise nach dem Layer Biotop.
6. ↑  Länge abgemessen auf dem Hintergrundlayer Topographische Karte.
7. 1 2 3  Einzugsgebiet abgemessen auf dem Hintergrundlayer Topographische Karte.

### Andere Belege
1. ↑  Abfluss-BW - Daten und Karten
2. ↑  Hansjörg Dongus: Geographische Landesaufnahme: Die naturräumlichen Einheiten auf Blatt 171 Göppingen. Bundesanstalt für Landeskunde, Bad Godesberg 1961. → Online-Karte (PDF; 4,3 MB)
3. ↑  Geologie nach den Layern zu Geologische Karte 1:50.000 auf: Mapserver des Landesamtes für Geologie, Rohstoffe und Bergbau (LGRB) (Hinweise). Ein ähnliches Bild bietet die unter → Literatur aufgeführte geologische Karte.